# Park stanowy Chain O’Lakes (Illinois)
Park stanowy Chain O’Lakes (ang. Chain O’Lakes State Park) to park stanowy w hrabstwach Lake i McHenry w północno-wschodniej części amerykańskiego stanu Illinois. Został ustanowiony w 1945 roku i zajmuje powierzchnię 2 793 akrów (11,30 km²).
Park położony jest niecałe 100 km na północ od Chicago, nieco ponad 30 kilometrów na zachód od brzegów jeziora Michigan i około 6 kilometrów na południe od granicy stanów Illinois i Wisconsin. Leży w bezpośrednim sąsiedztwie największego skupiska naturalnych jezior w stanie Illinois i jest popularnym miejscem uprawiania sportów wodnych. Park graniczy z trzema naturalnymi jeziorami, Grass, Marie i Nippersink. Przepływa przez niego również rzeka Fox River, która zapewnia dostęp do kolejnych siedmiu naturalnych zbiorników wodnych, Bluff, Fox, Pistakee, Channel, Petite, Catherine i Redhead.